# مپلوود (میزوری)
مپلوود (به انگلیسی: Maplewood) یک شهر در ایالات متحده آمریکا است که در شهرستان سنت لوئیس، میزوری واقع شده‌است. مپلوود ۴٫۰۴ کیلومتر مربع مساحت و ۸٬۰۴۶ نفر جمعیت دارد و ۱۵۴ متر بالاتر از سطح دریا قرار دارد.